# 올즈모빌

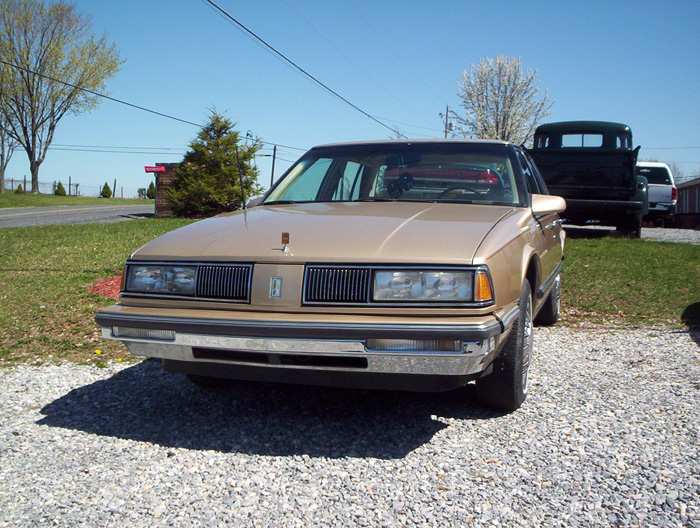
1987년형 올즈모빌 델타

올즈모빌(Oldsmobile)은 제너럴 모터스가 생산한 자동차 브랜드였다.
랜섬 올즈(Ransom E. Olds)가 1897년에 설립했고, 2004년까지 미국에서 자동차를 생산한 회사였다. 107년의 역사동안 미국 랜싱, 미시간 공장에서 3억 5천 2백만대의 자동차를 생산했다. 올즈모빌이 사업을 단계적으로 정리할 때, 이 회사는 미국에서 가장 오랫동안 살아남은 자동차 브랜드였고, 다임러와 푸조 다음으로 세계에서 가장 긴 역사를 갖고 있는 자동차 회사였다.

## 퇴장
그런데 사라진 이유는 영업은 최하위 그리고 판매수익에서도 상황이 나빠지자 제너럴 모터스는 생산 중단을 결정해 107년 만에 사라졌다.(누적생산대수 3,522만9,218대)
전통, 기술의 상징이었던 올즈모빌의 쇠락 4가지는 이렇다.
1. 구시대의 대세인 상용차가 없었다.
2. 새로운 고객을 잡으려다 충성도가 높은 단골 고객을 놓쳤다.
3. 비대하고 효율망이 떨어지는 딜러망을 가졌다.
4. 위기에 대응한다며 조직을 개편한 결과 간부의 비중이 높아져 인건비 부담이 늘어났고 비용절감을 위해서 설계와 생산에 재무담당 임원을 투입한 결과도 최악이었다.

## 같이 보기
- 제너럴 모터스